# 柳元景
柳 元景（りゅう げんけい、義熙2年（406年）- 永光元年8月13日（465年9月18日））は、南朝宋の武将。本貫は河東郡解県。

## 生涯
元嘉27年（450年）、文帝が北伐の軍を起こすと、参軍の一人として従軍した。弘農郡を攻め落とし、続けて陝城を攻めたが北魏の援軍に阻まれた。薛安都の奮戦によって北魏の軍勢を退けたが、太武帝の南下を聞いて襄陽郡まで退いた。後に襄陽郡太守に任命された。また、劉徳願とも親交があった。
永光元年（465年）、江夏王劉義恭とともに前廃帝の廃立を謀ったが、沈慶之の密告により、家族（柳承宗・柳纂を除く）とともに殺害された。享年59。

## 家族

### 父
- 柳憑

### 子女
- 柳慶宗
- 柳嗣宗
- 柳紹宗
- 柳茂宗（柳共宗）
- 柳孝宗
- 柳文宗
- 柳仲宗
- 柳成宗
- 柳季宗
- 柳承宗（遺腹の子）

### 孫
- 柳纂（柳嗣宗の遺腹の子）